# India Mahdavi
India Mahdavi (Teheran, 4 april 1962) is een Frans-Iraans architect en ontwerper.

## Biografie
India Mahdavi is de dochter van een Perzische vader en een Engels-Egyptische moeder. Ze groeide op in de Verenigde Staten, Duitsland en Frankrijk. Van 1980 tot 1986 studeerde ze Architectuur aan de École des Beaux Arts te Parijs en later ook meubeldesign aan de Parsons School of Design en grafisch ontwerp aan de School of Visual Arts (SVA NYC) te New York.
Na haar studies, in 1990, was Mahdavi gedurende zeven jaar artistiek directeur bij Christian Liagre in Parijs. In 1997 begon ze op haarzelf en heeft nu een studio (sinds 2000) en winkel in de Rue de Cases in Parijs.

## Werk (selectie)
Naast enkel woningen zijn het vooral hotels en restaurants waar ze mee aan de slag ging na een geslaagde opzet met het Townhouse.
Hotels en restaurants
- Townhouse (1999), Miami.
- Condesa DF Hotel (2005), Mexico-Stad,
- At the Connaught (2008), Londen
- Monte Carlo Beach (2009), Monaco
- Le Germain (2009), Parijs.
- Laduree op drie locaties: Los Angeles (2017), Genève (2017) en Tokio (2018).
- Hotel du Cloitre (2011), Arles,
- Rivington Hotel (2012) Manhattan
- Sketch Restaurant (2022), Londen[3]

Meubels en accessoires
Mahdavi ontwerpt ook meubels die ze showrooms in parijs aan de man brengt. De eerste showroom werd in 2003 geopend en later opende er nog in 2011 en 2020. Ook begon ze via samenwerkingen andere gebruiksvoorwerpen te ontwerpen.

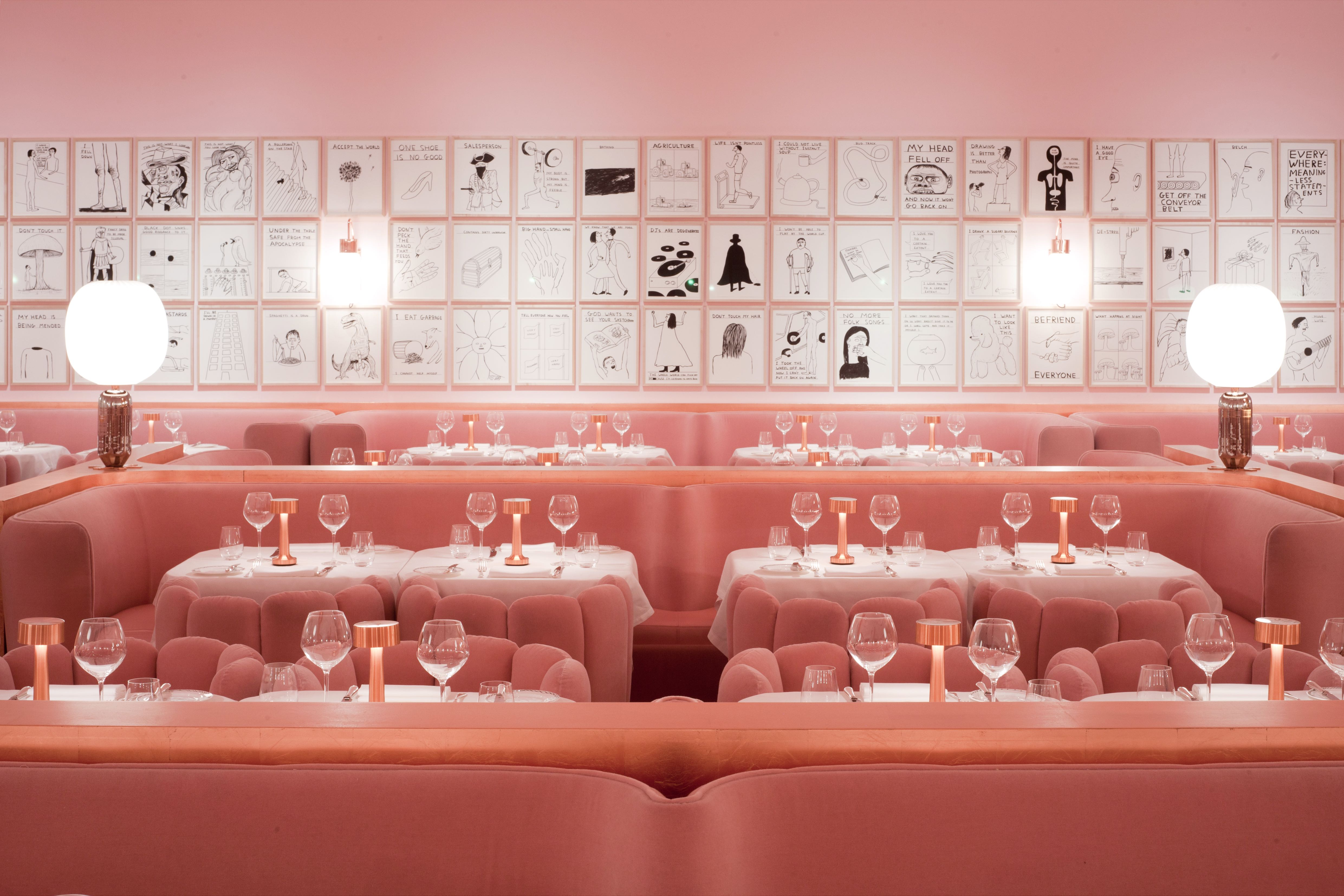
Sketch
Laduree Tokio
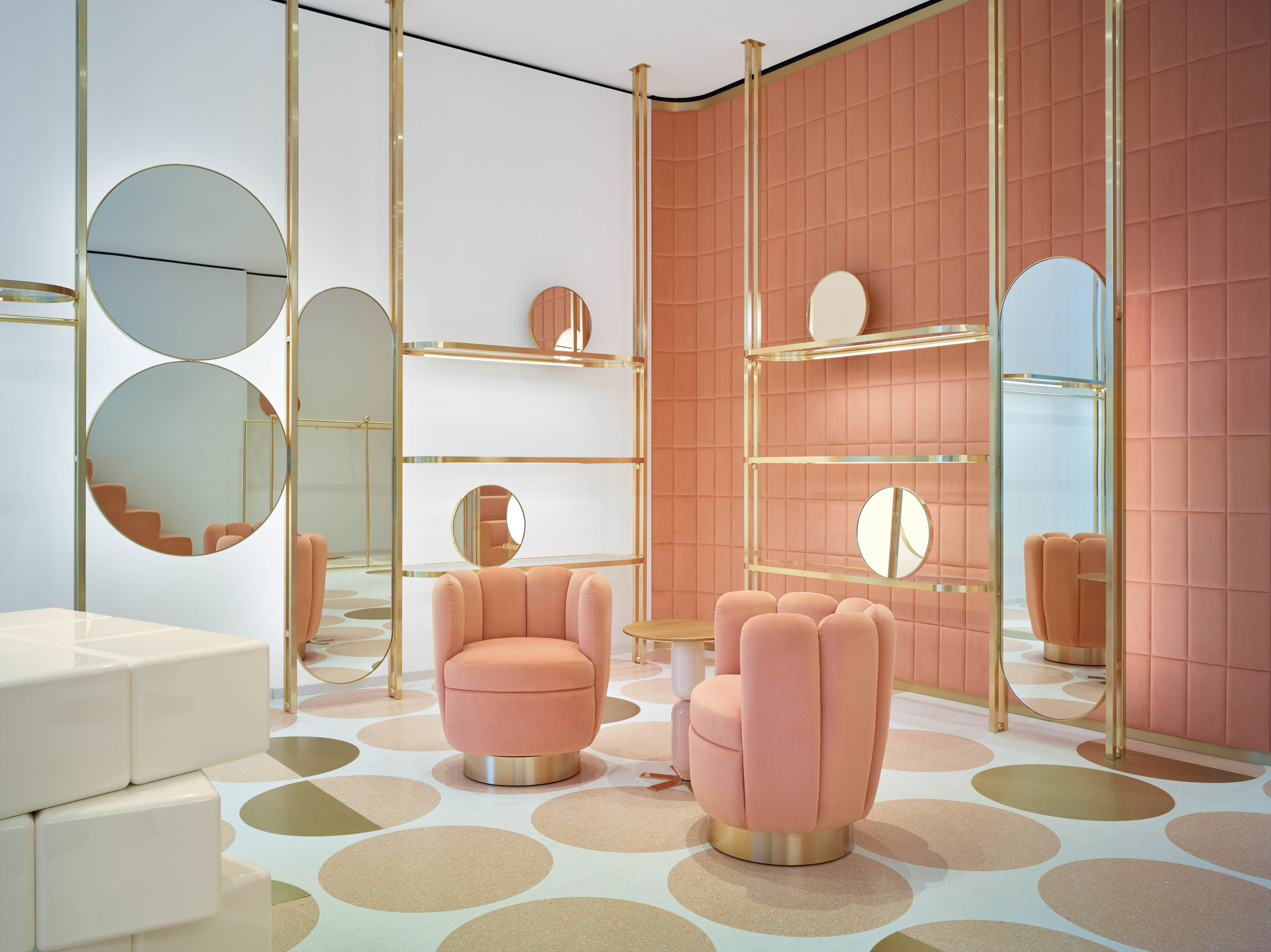
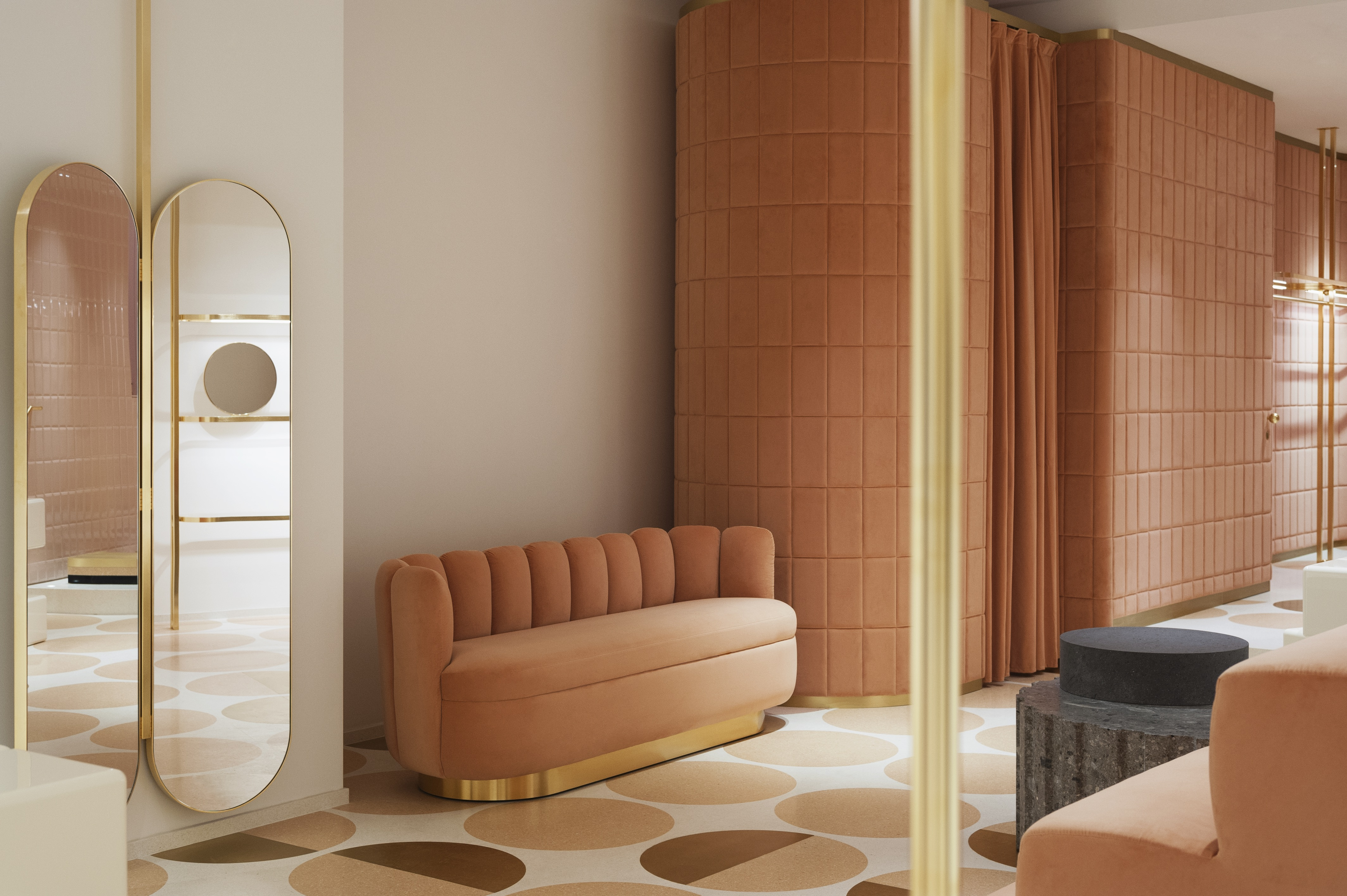

## Erkentelijkheden
- 2004 - Designer of the Year (Maison et Objet)
- 2014 - Architectural Digest's AD100 list
- 2014 - AD Spain's AD Award
- 2015 - Officier des Arts et des Lettres